# Aachtopf

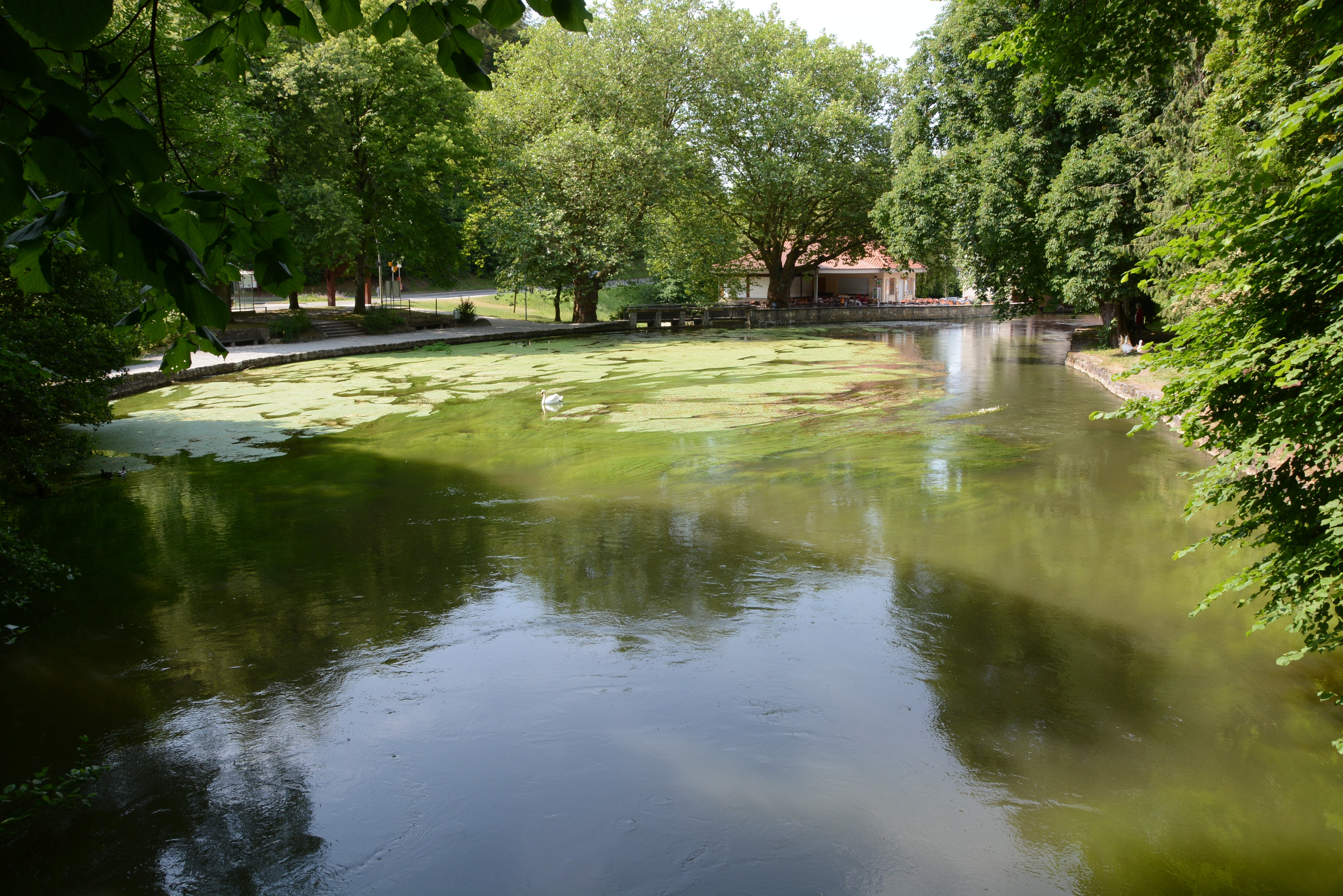
Aachtopf

Az Aachtopf (vagy Aach-forrás) Németország legbővizűbb karsztforrása, amely többek között arról is híres, hogy az alig 30 km-t futó Felső-Dunát teljes egészében képes elnyelni - száraz időszakban - Immendingen, Möhringen és Friedingen helységeknél található víznyelőin keresztül. A víz légvonalban  - a nyelőktől, a forrásig - nagyjából 12-18 km-t tesz meg és mintegy 240 km² vízgyűjtő terület kapcsolható hozzá. Majd végül az Aach folyócskán keresztül a Rajna vízgyűjtő területét gazdagítja.
Átlagos vízhozama (A Duna vízszállítása függvényében is) mintegy 8500-8600 liter másodpercenként, de a csapadékhullás viszonylatában erősen váltakozik 1310 és 24 100 között. 
Az Aach-forrás és a Duna viszonya birodalmi törvényszék elé is került 1927-ben, mert mind a Duna, mind az Aach völgyében élők jogot formáltak a víztulajdon birtoklására. Később a problémát egy másfél kilométeres alagúttal oldották meg, amelynek segítségével kettéosztották Duna vízkincsét Immendingen határában. Így a Duna – a szándék szerint – nem száradhat ki és a forrás sem apadhat el, biztosítva mindenki vízigényét, pl. a malmok működéséhez.